# Schumann János
Schumann János, Sólyom (1929 – Budapest, 2011. április 10.) kétszeres bajnoki bronzérmes labdarúgó, hátvéd, edző.

## Pályafutása
1950 és 1954 között volt a Budapesti Dózsa labdarúgója. 1950. március 15-én mutatkozott be az élvonalban az MTK ellen, ahol csapata 3–2-es győzelmet aratott. Tagja volt az 1951-es és az 1952-es bronzérmes csapatnak. Az 1970-es években Várhidi Pál pályaedzője volt, amikor az együttes négy bajnoki címet szerzett. Utánpótlás edzőként több későbbi tehetséget fedezett fel. Többek között Kisznyér Sándor, Kardos József, Katona György, Bodnár István, Szanyó Károly és Tokody Tibor pályafutásának elindításban segédkezett.
Fia Schumann Péter (1954–2024) labdarúgó.

## Sikerei, díjai
- Magyar bajnokság
  - 3.: 1951, 1952